# 马集镇 (临夏县)
马集镇，是中华人民共和国甘肃省临夏回族自治州临夏县下辖的一个乡镇级行政单位。

## 行政区划
马集镇下辖以下地区：
关门村、杨台村、新农村、柴墩岭村、马集村、多木寺村、寨子村、长坡沿村和庙山村。